# Nodellinae
De Nodellinae zijn een onderfamilie van uitgestorven kreeftachtigen uit de klasse van de Ostracoda (mosselkreeftjes).

## Geslacht
- Nodella Zaspelova, 1952 †